# Valeria Massimilla
Valeria Massimilla (... – 312 circa) fu un membro della dinastia tetrarchica, in quanto figlia dell'imperatore romano Galerio e moglie di Massenzio.

## Biografia
Figlia di Galerio dalla prima moglie (di nome ignoto), ricevette il titolo di nobilissima femina, in quanto membro della famiglia imperiale.
Nel quadro della politica di imparentamento tra i protagonisti della tetrarchia, Valeria sposò Massenzio attorno al 293, cui diede due figli. Solo del primo, Valerio Romolo, morto sul finire del 309, è noto il nome, mentre dell'altro si sa come fosse ancora vivo nel 312. Valeria rimase a fianco del marito nel corso della battaglia di Ponte Milvio, ma dopo la sconfitta e la conseguente morte di Massenzio, di lei si perdono le tracce.